# 盧森堡交易所
盧森堡交易所 (法語：Bourse de Luxembourg) 是一所位於盧森堡南部盧森堡市的證券交易所。
交易時段為每天早上9時至下午5時40分，星期六、日及交易所公布的假期外，並設有開市前交易時段由早上7時15分至早上9時。

## 債券
盧森堡交易所的重點業務為國際債券 (Eurobond) 交易及發行，為歐洲第一大債券交易所，有超過28,625債券 (2006) 在交易所上市，1963年盧森堡交易所成為首個國際債券上市的交易所。現超過60%歐洲跨國債券在盧森堡交易所上市，並有50個國家的公債、世銀、歐洲委員會等官方債券在盧森堡交易所上市。

## 股票
盧森堡交易所的股票指數名為 LuxX Index，以十隻市值最高股票為指標，於1999年1月4日開始運行，當時指數定為1000點。現時指數成份股為:
| 公司                                      | 行業 | 國家   | 比重   |
| ----------------------------------------- | ---- | ------ | ------ |
| 安賽樂米塔爾                              | 鋼鐵 | 盧森堡 | 19.31% |
| BIP Investment Partners                   | 投資 | 盧森堡 | 1.75%  |
| Cegedel                                   | 電力 | 盧森堡 | 1.06%  |
| 德克夏銀行                                | 銀行 | 比利時 | 13.01% |
| 富通                                      | 銀行 | 比利時 | 19.10% |
| Foyer S.A.                                | 保險 | 盧森堡 | 0.59%  |
| 比利時聯合銀行                            | 銀行 | 比利時 | 14.86% |
| 盧森柏                                    | 投資 | 盧森堡 | 2.10%  |
| RTL Group                                 | 傳媒 | 盧森堡 | 7.00%  |
| SES S.A.                                  | 電訊 | 盧森堡 | 21.22% |
| 來源: 盧森堡交易所 （页面存档备份，存于） |      |        |        |

## 外部連結
- 盧森堡交易所 （页面存档备份，存于）